# 진동 증후군
진동 증후군(振動症候群, vibration white finger, VWF, dead finger), 손-팔 진동 증후군(hand-arm vibration syndrome, HAVS), 수완진동증후군은 손에 잡고 쓰는 진동형 공구를 지속적으로 이용함으로써 발생하는 레이노 현상의 2차적 형태이다.
5~2000 Hz 사이의 주파수에서 상해가 발생할 수 있으며, 손가락에 대한 최대 위험은 50~300 Hz 사이이다. 손과 팔의 전체 위험 노출 정도는 ISO 5349-1을 이용하여 계산한다.

## 역사
이 증후군은 1911년 이탈리아의 지오반니 로리가 교수에 의해 처음 기술되었다.

## 진동 방지 장갑
진동으로부터 보호하기 위해 두껍고 부드러운 소재로 진동 방지 장갑이 전통적으로 제조된다. 이러한 보호는 주파수 대역에 크게 의존하며 대부분의 장갑들은 손바닥과 손목에 대해서는 ~50Hz 이하에서, 손가락의 경우 ~400Hz 이하에서 보호 기능이 없다.